# 岩鴝鶇
岩鴝鶇（Monticola sharpei erythronotus ）是屬於鹟科的一种鸣禽，該物種是马达加斯加特有種，而且主要棲息於該國北部海拔800至1,300米（2,600至4,300英尺）的山地森林中。岩鴝鶇长度大约為16 cm（6.3英寸） 。 